# Jens Stoltenberg
Jens Stoltenbergⓘ (n. 16 martie 1959, Oslo) este un politician norvegian, prim-ministru al Norvegiei între 2000-2001 și 2005-2013 din partea Partidului Muncitoresc Norvegian (Det norske Arbeiderparti).
În perioada 1 octombrie 2014 - 1 octombrie 2024 a fost Secretarul General al NATO

## Cariera politică
Stoltenberg a fost președinte al organizației  Arbeidernes Ungdomsfylking (AUF), organizația de tineret a Partidului muncitoresc norvegian, între 1985-1989. După ce a fost liderul organizației locale Oslo a Partidului muncitoresc norvegian între 1990-1992 și vice-președinte a partidului (din 1992), a fost ales președinte de partid în 2002.
Pe plan internațional, Stoltenberg a fost vice-președinte a organizației de tineret al Internaționalei socialiste între 1985-1989.

### Cariera în Storting
Stoltenberg a fost ales în Storting pentru prima dată în 1993 ca reprezentant pentru circumscripția Oslo, după ce fusese reprezentant-locțiitor din 1989. A fost lider parlamentar al partidului său în februarie-martie 2000 și 2001-2005. În 1990 a fost numit secretar de stat la Ministerul apărării mediului înconjurător, iar din 1993-1996 a fost Ministru al economiei și energiei, și Ministru de finanțe (1996-1997).
A fost prim-ministru din martie 2000 până în octombrie 2001, conducând un guvern minoritar condus de Partidul muncitoresc norvegian.
În 2005, când în urma alegerilor parlamentare Ap a format un al doilea guvern în alianță cu Sosialistisk Venstreparti („Partidul socialist de stânga”) și Senterpartiet („Partidul de centru”), a devenit prim-ministru pentru a doua oară.
În septembrie 2009, cu ocazia alegerilor parlamentare, Partidul muncitoresc norvegian a obținut 35,3% din voturi, Stoltenberg continuând să conducă guvernul de coaliție.

## Familia
Stoltenberg este fiul lui Thorvald Stoltenberg (fost ministru de externe) și al Karinei Stoltenberg (fostă secretar de stat). Are două surori, Nini și Camilla.
Este căsătorit cu Ingrid Schulerud (director de secție la Ministerul de Externe) cu care are doi copii, Axel și Catharina.